# Biała Góra (Góry Słonne)

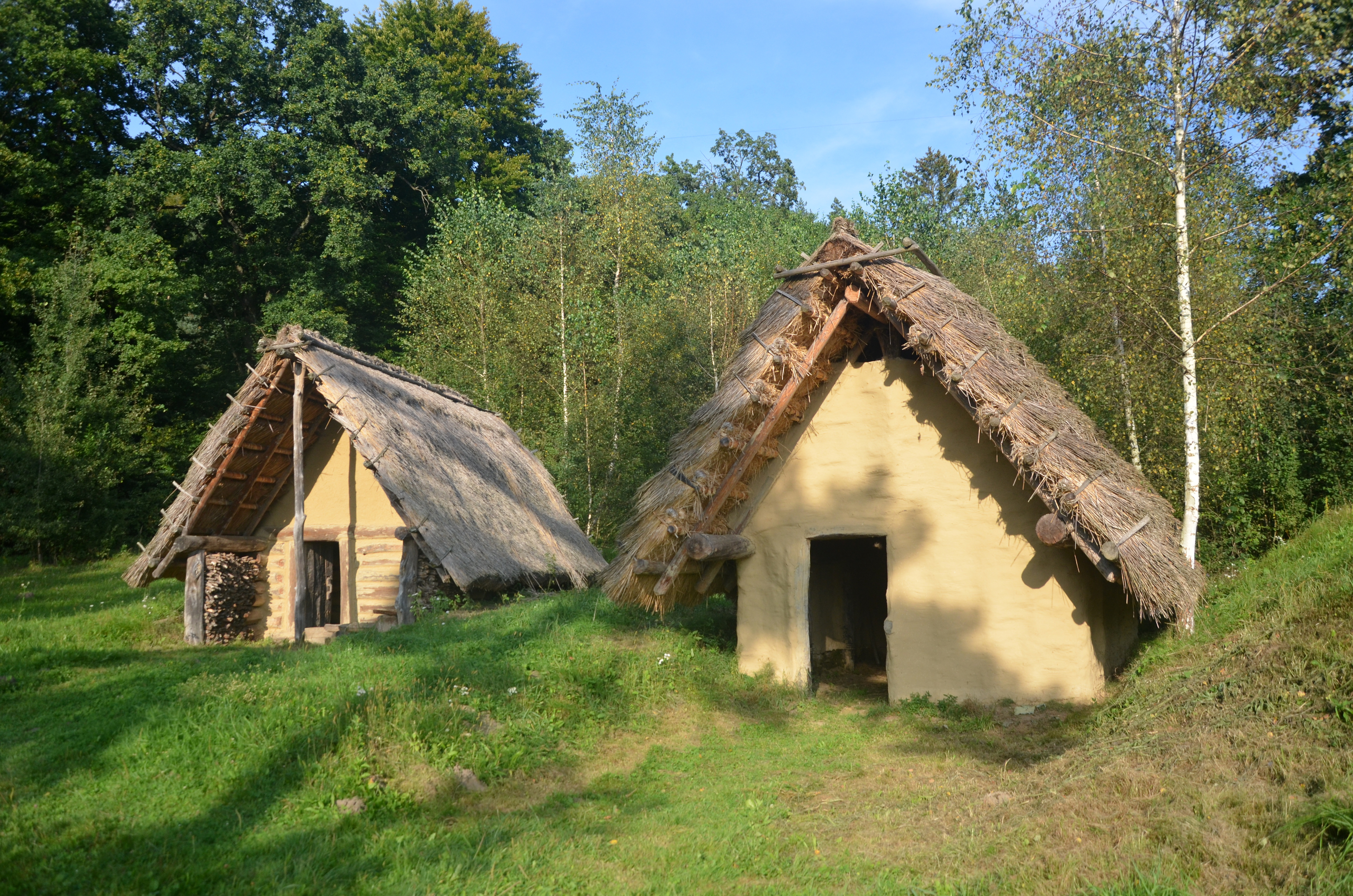
Rekonstrukcja zagrody celtyckiej odkrytej podczas prac archeologicznych nad górną terasą zalewową na prawym brzegu Sanu u podnóża Białej Góry w Sanoku (2018)

Biała Góra (518 m n.p.m.) – góra znajdująca się w paśmie Gór Słonnych, najwyższe wzniesienie grupy Orlego Kamienia Pasma Olchowieckiego w zachodniej części Gór Sanocko-Turczańskich, wznosi się bezpośrednio nad Sanokiem. 

## Historia
W źródłach historycznych góra wspomniana po raz pierwszy w 1549.
Na mapach istnieje pewna niekonsekwencja nazewnicza, przypisująca nazwę „Orli Kamień” opisywanej tu najwyższej kulminacji tego masywu, podczas gdy dotyczy ona wierzchołka 510 ok. 1 km na wschód od niego, a przede wszystkim znajdującym się tam ostańcom piaskowcowy.
Według Józefa Sulisza nazwa Biała Góra pojawiła się już w XV wieku i rzekomo pochodziła od bielejących kamieni.

## Geografia
W centralnej partii wzgórza zalega las liściasty o charakterze Querco-carpinetum.
Na północny zachód od Białej Góry leżą tzw. Orle Góry. W lesie miejskim na Białej Górze znajduje się po północnej stronie murowana studnia, której historia zgodnie z przekazem sięga panowania królowej Bony, matki Zygmunta Augusta, i stąd Królewską Studnią (niem. Königsbrünndl) zwanej.

## Archeologia
Na jednej z bocznych odnóg, głównego wzniesienia, na wyraźnej kulminacji o wysokości ok. 470 m n.p.m.  znajduje się dobrze zachowane grodzisko. Jest to grodzisko owalnego kształtu z rowem i wałem, na którym odkryto również ślady osadnictwa z XII– XIII wieku. Grodzisko nosi ślady zniszczenia w walce (ślady spalenia, liczne groty z broni miotającej) datowane na początek XIV w. kojarzone w walkami nadgranicznymi z czasów Kazimierza Wielkiego bezpośrednio przed przejęciem tych terenów przez Królestw Polskie (1340 r.). Zapewne była to pomocnicza warownia, osłaniająca przeprawę przez San.
Poniżej Zamczyska u podnóża góry na rozległej tarasie rzeki San i na stokach Białej Góry odkryto ślady osadnictwa z kręgu kultury celtyckiej z dużym wczesnośredniowiecznym podgrodziem. W miejscu tym położony jest obecnie park etnograficzny.
W maju 2019 nad strumieniem przepływającym przez kulminację terenową Mieczysław Skowroński współpracujący z londyńskim British Museum dokonał odkrycia depozytu wyrobów z brązu, płytek, koralików, zawieszek mogących być częścią stroju kobiecego. Odkopane przez sanockich archeologów zabytki datowane są w przybliżeniu na ok. 1000 rok p.n.e. Uszkodzone przedmioty wykonane z brązu mogły być depozytem odlewnika jako zapas surowcowy, z którego wykonywał nowe przedmioty, hipotetycznie mogły mieć również charakter wotywny.

## Szlaki turystyczne
Sanok – Orli Kamień – Słonna (639 m n.p.m.) – Przysłup – Rakowa – Chwaniów – Roztoka, dalej przez Pogórze Przemyskie do Przemyśla
 Sanok – Orli Kamień (510 m n.p.m.)
 Szlak Architektury Drewnianej Sanok – Międzybrodzie – Orli Kamień – Mrzygłód – Ulucz – Dobra – Hołuczków – Słonna (639 m n.p.m.) – Granicka – Sanok